# 侯赛因·卡纳尼扎德甘
侯赛因·卡纳尼扎德甘（波斯語：محمد حسین کنعانی زادگان，1994年3月23日—）是一名伊朗足球运动员，截至2023年，卡纳尼扎德甘效力於柏斯波利斯和伊朗國家男子足球隊，司職后卫。